# Goniothalamus rongklanus
Goniothalamus rongklanus este o specie de plante din genul Goniothalamus, familia Annonaceae, descrisă de Richard M.K. Saunders și Chalermglin. Conform Catalogue of Life specia Goniothalamus rongklanus nu are subspecii cunoscute.